# Katarzyna Sołek
Katarzyna Sołek (ur. 6 czerwca 1984 w Rzeszowie) – polska urzędniczka, Konsul Generalna RP w Odessie (2020–2022).

## Życiorys
Córka Krystyny i Jana Sołków. W 2003 ukończyła Liceum Sióstr Niepokalanek w Szymanowie. Jest absolwentką stosunków międzynarodowych na Uniwersytecie Mikołaja Kopernika w Toruniu, ukrainoznawstwa na Uniwersytecie Jagiellońskim (2006–2009), a także prawa na Uniwersytecie Rzeszowskim oraz studiów licencjackich „Język i kultura Rosji” na Uniwersytecie Jagiellońskim. W czasie studiów parokrotnie wyjeżdżała na misje obserwacyjne wyborów na Ukrainie (2004 i 2006) i Mołdawii (z ramienia OBWE w 2005).
Pracę zaczynała w Ministerstwie Rozwoju Regionalnego jako asystentka minister Grażyny Gęsickiej. Od stycznia 2009 pracowała w Urzędzie Marszałkowskim Województwa Podkarpackiego najpierw w oddziale współpracy międzynarodowej, a od 2013 jako dyrektorka Kancelarii Zarządu Województwa Podkarpackiego. 23 maja 2016 została zastępczynią konsula generalnego we Lwowie. Od 13 lipca 2019 do 27 października 2019 pełniła obowiązki konsul generalnej we Lwowie. Od 24 lutego 2020 do 2022 Konsul Generalna RP w Odessie, a od 2022 do 2023 konsul RP w Bratysławie. Od lipca 2023 dyrektorka Kancelarii Zarządu Urzędu Marszałkowskiego Województwa Podkarpackiego, a od 2024 dyrektorka Departamentu Kultury i Ochrony Dziedzictwa Narodowego Urzędu Marszałkowskiego Województwa Podkarpackiego (UMWP). Od 27 lutego 2025 sekretarz oraz równocześnie dyrektorka Departamentu Organizacyjno-Prawnego UMWP.